# Jayson Meyer
Jayson Meyer (* 21. Februar 1965 in Regina, Saskatchewan) ist ein ehemaliger deutsch-kanadischer Eishockeyspieler.

## Karriere
Nach mehreren Spielzeiten in einer der höchsten einer Juniorenspielklassen in Kanada – der Western Hockey League – bei verschiedenen Teams spielte er in der Saison 1985/86 seine erste Saison im Senioreneishockey in der AHL bei der Mannschaft der Rochester Americans, nachdem er im NHL Entry Draft 1983 in der fünften Runde an 94. Stelle von den Buffalo Sabres ausgewählt worden war.
Nachdem er bis zur Saison 1986/87 nicht zu Einsätzen in der National Hockey League gekommen war, wechselte er im Sommer 1987 nach Europa, wo er ab der Saison 1987/88 in Deutschland zuerst in der 2. Eishockey-Bundesliga bei EC Kassel und danach bei EHC Essen-West und EV Landsberg spielte. In der Saison 1990/91 gelang ihm mit dem Krefelder EV der Aufstieg in die Bundesliga, wo er für Krefeld auch nach Einführung der DEL 1994 in der Saison 1994/95 spielte. Nach zwei Spielzeiten bei den Kölner Haien wechselte er zurück nach Krefeld, wo er bis zur Saison 1998/99 spielte. Danach wechselte er in die 2. Eishockey-Bundesliga, wo er bis zur Saison 2003/04 zuerst bei den Hamburg Crocodiles und später den Mannschaften von SC Bietigheim-Bissingen, SC Riessersee und EC Bad Nauheim spielte.
In der Saison 2005/06 spielte er noch einmal in der Oberliga beim EV Landsberg 2000, wo er seine Klasse als Verteidiger bis zu seinem letzten Spiel zeigte: Als es im fünften Play-off-Halbfinalspiel zum Penaltyschießen zwischen dem EV Landsberg 2000 und den Hannover Indians um den Aufstieg in die 2. Bundesliga gekommen war (Spielstand war 1:1 n. V.), verwandelte Meyer als einziger der angetretenen Spieler seinen Penalty und schoss somit den EVL2000 in die 2. Bundesliga. Im Januar 2011 kehrte Meyer nach Deutschland zurück, um für den EC Kassel Huskies in der Hessenliga aufzulaufen.

### International
Meyer trug 72-mal bei internationalen Wettbewerben das Trikot der deutschen Nationalmannschaft, für die er 1994 an den Olympischen Winterspielen sowie 1993 bis 1996 bei den Weltmeisterschaften teilnahm.

## Erfolge und Auszeichnungen
- 1987 Calder-Cup-Gewinn mit den Rochester Americans
- 1987 IHL Second All-Star Team
- 1988 Spengler Cup All-Star Team